# XBIZ Awards

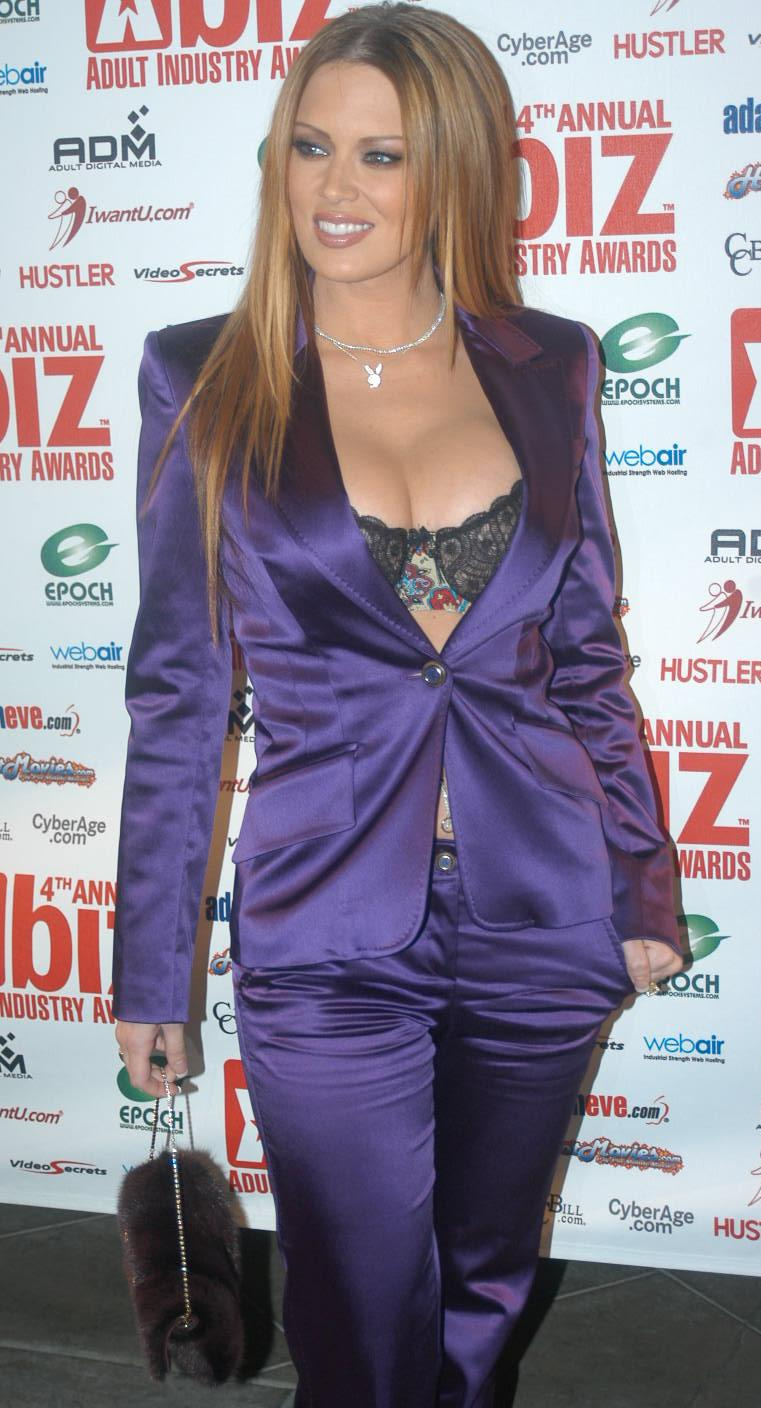
Actrice Jenna Jameson op de prijsuitreiking in 2005

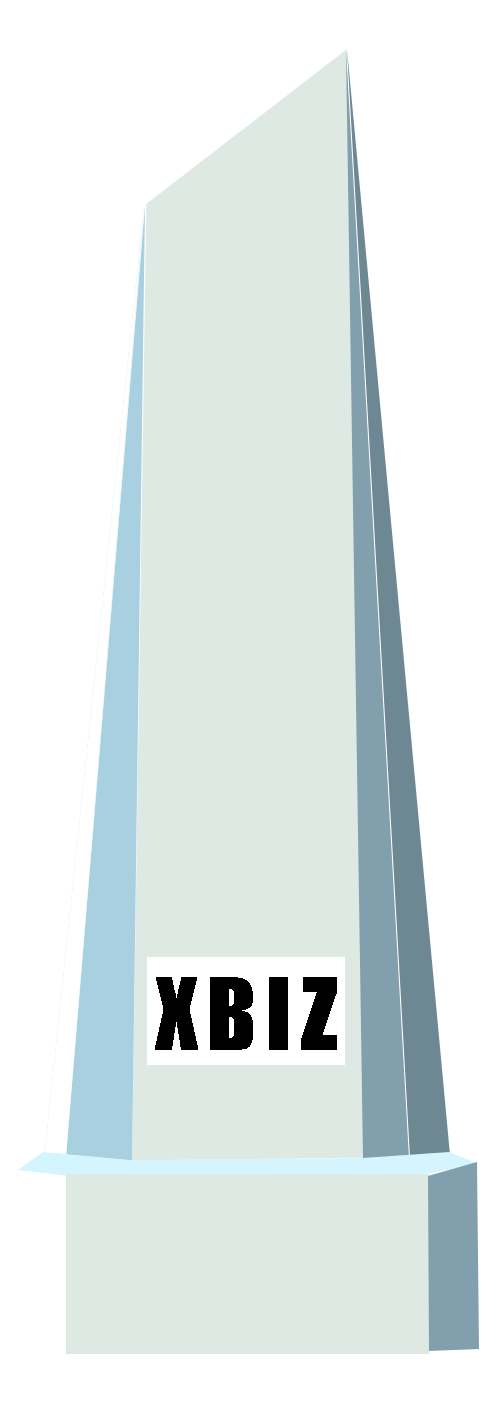
XBIZ Award-trofee

De XBIZ Awards zijn een reeks prijzen die jaarlijks worden uitgereikt aan personen, bedrijven en producten in de seksbranche. Ze worden sinds 2003 door het vakblad XBIZ uitgereikt. De winnaars worden bepaald door de medewerkers van XBIZ, collega's uit de branche en deelnemende organisaties.